# Palthis oneia
Palthis oneia là một loài bướm đêm trong họ Noctuidae.